# Atta vollenweideri
|  | Dieser Artikel wurde aufgrund von formalen oder inhaltlichen Mängeln in der Qualitätssicherung Biologie zur Verbesserung eingetragen. Dies geschieht, um die Qualität der Biologie-Artikel auf ein akzeptables Niveau zu bringen. Bitte hilf mit, diesen Artikel zu verbessern! Artikel, die nicht signifikant verbessert werden, können gegebenenfalls gelöscht werden. Lies dazu auch die näheren Informationen in den Mindestanforderungen an Biologie-Artikel. |

Atta vollenweideri, auch Grasschneiderameise ist eine Ameisenart der Gattung Atta, die in Südamerika verbreitet ist.

## Verbreitung
Das Verbreitungsgebiet erstreckt sich quer durch Südamerika in einer Achse von Peru bis Uruguay.

## Beschreibung
Atta vollenweideri ist eine rötlich-braune Ameisenart. Ihre Mandibeln sind, zwecks Nestverteidigung und Grasschneiden, stark vergrößert. Die Größe der Individuen variiert, kastenabhängig, von 1,5 bis 25 Millimeter. Die Arbeiterinnen verfügen über keinen Giftstachel.

## Verhalten
Die Art züchtet ihre Pilze normalerweise auf Gras, statt wie üblich bei Atta auf Blättern. Die Koloniegröße beträgt bis zu fünf Millionen Mitglieder. Zum Zweck der Wärmekontrolle legen Atta vollenweideri Kammern unterhalb ihrer Nester an, in die sie Pflanzenabfälle und tote Nestkameradinnen werfen. Die beim Verrotten entstehende Wärme nutzen sie zum Beheizen ihrer Nester.

## Systematik
Die Art gehört zur pilzzüchtenden Gattung Atta, die wiederum zur Unterfamilie der Knotenameisen gehört.